# Viacom (2005–2019)
Viacom, viết tắt của cụm từ tiếng Anh "Video & Audio Communications" là một tập đoàn truyền thông của Mỹ tập trung chủ yếu vào điện ảnh và truyền hình cáp. Trong năm 2010, Viacom là tập đoàn truyền thông lớn thứ tư thế giới sau Công ty Walt Disney, WarnerMedia và News Corporation.
Công ty Viacom hiện tại được thành lập vào ngày 31 tháng 12 năm 2005, khi đó nó là một công ty con của CBS Corporation và bị đổi tên từ Viacom thành CBS. CBS, không phải Viacom, đã duy trì việc kiểm soát truyền hình khoảng cách xa, sản phẩm truyền hình, quảng cáo ngoài trời, truyền hình trả tiền và xuất bản (Simon & Schuster) mà trước đó thuộc sở hữu của một công ty lớn hơn. Tuy nhiên, National Amusements, thông qua Sumner Redstone, nắm giữ quyền kiểm soát lớn đối với Viacom.
Bao gồm BET Networks, MTV Networks và Paramount Pictures, Viacom kết nối với khán giả thông qua truyền hình, các hình ảnh động, nền tảng trên di động và trực tuyến tại hơn 160 quốc gia và vùng lãnh thổ. Viacom điều hành hoạt động của hơn 170 mạng truyền thông, vươn tới 600 triệu khách hàng trên toàn cầu và sở hữu hơn 500 nhãn hiệu truyền thông số.
Vào ngày 2 tháng 8 năm 2019, có thông tin rằng CBS Corp. và Viacom đã đồng ý hợp nhất trở lại thành một thực thể để tạo ra công ty mới ViacomCBS, Inc.

## Lịch sử

### Những năm đầu
Tháng 3 năm 2005, công ty Viacom trước đã thông báo kế hoạch xem xét việc phân chia công ty thành hai công ty thương mại. Công ty không những phải đối đầu với giá cổ phiếu trì trệ, mà còn diễn ra sự xung đột giữa Leslie Moonves và Tom Freston, một thời gian dài đứng đầu MTV Networks.
Sau sự ra đi của Mel Karmazin vào năm 2004, Sumner Redstone, Chủ tịch Hội đồng quản trị và CEO, đã quyết định phân chia các chức vụ Chủ tịch và Giám đốc Điều hành (COO) cho Moonves và Freston. Redstone sắp sửa nghỉ hưu, và việc phân chia được coi là một giải pháp sáng tạo cho vấn đề thay thế ông.
Một công ty mới, Viacom hiện nay, được thành lập và đứng đầu bởi Freston. Nó bao gồm BET Networks, MTV Networks, và Paramount Pictures Corporation.

### Thập niên 2000
Tháng 6 năm 2005, Viacom thông báo mua Neopets, một trang web thú cưng ảo, cùng với GameTrailers, GoCityKids, và IFILM. Tháng 12 cùng năm, Paramount thông báo mua lại DreamWorks. Tất cả các tính hiệu đó cho thấy toàn bộ DreamWorks—cả phim live-comedy và TV studio, mặc dù không phải tài sản của DreamWorks (đã được bán cho một nhóm do George Soros dẫn đầu vào tháng 3 năm 2006) cũng như bộ phận hoạt hình (vốn không phải một phần của thương vụ)—sẽ vẫn thuộc về sở hữu của Viacom, mặc dù CBS mua lại TV studio thuộc sở hữu của Paramount.
Vào ngày 1 tháng 2 năm 2006, Paramount đã hoàn thành việc mua lại DreamWorks. Vào ngày 24 tháng 4, Viacom mua lại Xfire. Vào tháng 8, chỉ vài giờ trước khi công bố thu nhập quý gần đây nhất, Viacom thông báo rằng họ đã mua lại Atom Entertainment với giá 200&triệu USD. Vào tháng 9, Viacom đã mua lại nhà phát triển game Harmonix với giá 175 triệu USD.
Tháng 2 năm 2007, Viacom yêu cầu gỡ bỏ các clip video bản quyền bị rò rỉ trên dịch vụ chia sẻ video YouTube vì lí do bản quyền. Vào ngày 21 tháng 2, Viacom công khai tuyên bố họ sẽ cung cấp truy cập trực tuyến miễn phí tới tài liệu của họ thông qua nhà phân phối Joost của Thung lũng Silicon thông qua một thỏa thuận cấp pháp nội dung.
Vào ngày 21 tháng 5 năm 2007, Viacom đã liên doanh 50–50 với công ty truyền thông Ấn Độ Network 18 lập nên Viacom 18 để cung cấp các kênh hiện tại của Viacom ở Ấn Độ: MTV, VH1 và Nick cũng như kinh doanh phim Bollywood của Network 18. Tất cả nội dung Viacom trong tương lai của Ấn Độ và các dự án mới như kênh giải trí tiếng Hindi và kênh phim tiếng Hindi sẽ được đặt trong liên doanh này.
Vào ngày 19 tháng 12 năm 2007, Viacom ký hợp đồng 5 năm trị giá 500 triệu USD với Microsoft bao gồm chia sẻ nội dung và quảng cáo. Thỏa thuận này cho phép Microsoft cấp phép cho nhiều chương trình từ truyền hình cáp và phòng thu phim của Viacom để sử dụng trên Xbox Live v [à[MSN]]. Thoả thuận này cũng đã giúp Viacom trở thành đối tác xuất bản được ưu tiên phát triển game casual và phân phối thông qua MSN và Windows. Về mặt quảng cáo, bộ phận phân phối quảng cáo Atlas của Microsoft đã trở thành nhà cung cấp độc quyền cho kho quảng cáo chưa được khai trác trên các website của Viacom. Ngoài ra, Microsoft đã mua một lượng lớn quảng cáo trên các chương trình phát sóng trực tuyến của Viacom. Cuối cùng, Microsoft cũng sẽ hợp tác với các chương trình khuyến mại và tài trợ cho chương trình giải thưởng của MTV và BET, hai mạng truyền hình cáp thuộc sở hữu của Viacom.
Vào ngày 4 tháng 12 năm 2008, Viacom tuyên bố sa thải 850 nhân viên, hoặc 7% lực lượng lao động của họ. Cuối năm đó, Time Warner Cable (cùng với đối tác Bright House Networks) và MTV Networks của Viacom không thể chốt lại điều khoản gia hạn hợp đồng của các kênh Viacom trước cuối năm. Hoạt động của Time Warner Cable bao gồm thành phố New York và Los Angeles, với Bright House bao gồm thị trường Tampa Bay và Orlando, nằm trong 20 thị trường hàng đầu. This blackout was narrowly avoided when a zero-hour deal was reached shortly after 12 Midnight ET on ngày 1 tháng 1 năm 2009.
Vào ngày 7 tháng 12 năm 2009, Viacom đã bán phần vốn của MTV Brasil cho Grupo Abril cùng với quyền thương hiệu. Chi tiết về hợp đồng này không được tiết lộ.

## Những kiện cáo về bản quyền đối với Youtube
Tháng 2 năm 2007, Viacom đã gửi tới 100 000 thông cáo vi phạm đạo luật bản quyền lên trang web chia sẻ video trực tuyến Youtube.
Ngày 13 tháng 3 năm 2007, Viacom đã chi ra 1 tỷ đô-la Mỹ để kiện Google và Youtube vì cho là đã vi phạm bản quyền một cách ồ ạt, cho rằng những người dùng đã thường xuyên tải lên Youtube những vật chất và tài sản có bản quyền - đủ để tạo ra một nguồn lợi lớn cho Viacom và thu về những nguồn lợi về quảng cáo cho Youtube. Viacom cho rằng phần lớn trong 160 nghìn đoạn phim trái phép thuộc sở hữu của họ đã được cho sử dụng miễn phí trên Youtube và những đoạn phim này đã được xem tổng cộng khoảng 1,5 tỷ lần. Tuy nhiên, một số người cho rằng vị kiện là giả dối. Họ cho rằng, Viacom, thông qua những chương trình khác nhau trên những kênh truyền hình, đã vị phạm quyền lợi của các người dùng của Youtube bằng cách tải lên những video của họ và chưa được cho phép hoặc chưa trả tiền.
Ngày 23 tháng 6 năm 2010, thẩm phán Louis Stanton, trong phán quyết của mình, đã đánh giá cao thiện chí của Google, cho rằng Google đã được bảo vệ bởi những điều khoản của Đạo luật Bản quyền Thiên niên kỷ số (Digital Millennium Copyright Act) mặc dù có bằng chứng về việc vi phạm bản quyền có chủ ý. Viacom thông báo rằng họ sẽ chống lại phán quyết của tòa.

## Tài sản
- Sản xuất và phân phối phim ảnh: Viacom International, Paramount Pictures, MTV Films, Nickelodeon Movies
- Mạng lưới truyền hình: Comedy Central, Logo, BET, Spike, TV Land, Nick@Nite, Nickelodeon, TeenNick, Nick Jr., MTV, VH1, MTV2, Tr3́s, CMT, Palladia
- Trò chơi điện tử: GameTrailers, Neopets
- Truyền thông mới: MTV New Media